# Rancon
Rancon – miejscowość i gmina we Francji, w regionie Nowa Akwitania, w departamencie Haute-Vienne.
Według danych na rok 1990 gminę zamieszkiwały 544 osoby, a gęstość zaludnienia wynosiła 16 osób/km² (wśród 747 gmin Limousin Rancon plasuje się na 238. miejscu pod względem liczby ludności, natomiast pod względem powierzchni na miejscu 131.).

## Galeria

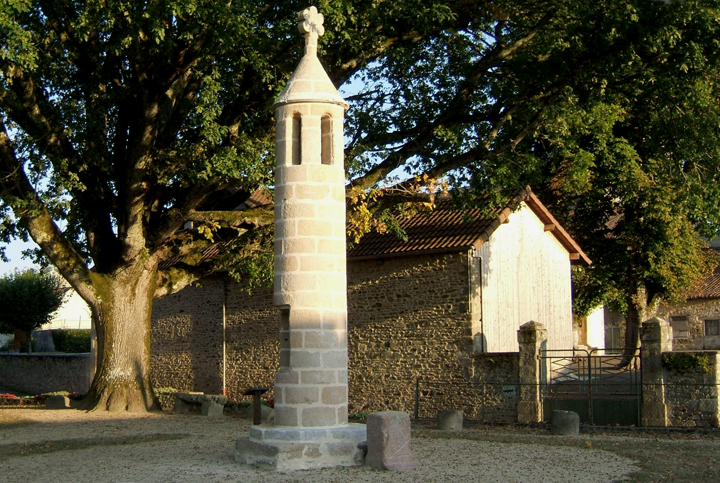
Zabytkowa latarnia zmarłych[1] (2009)
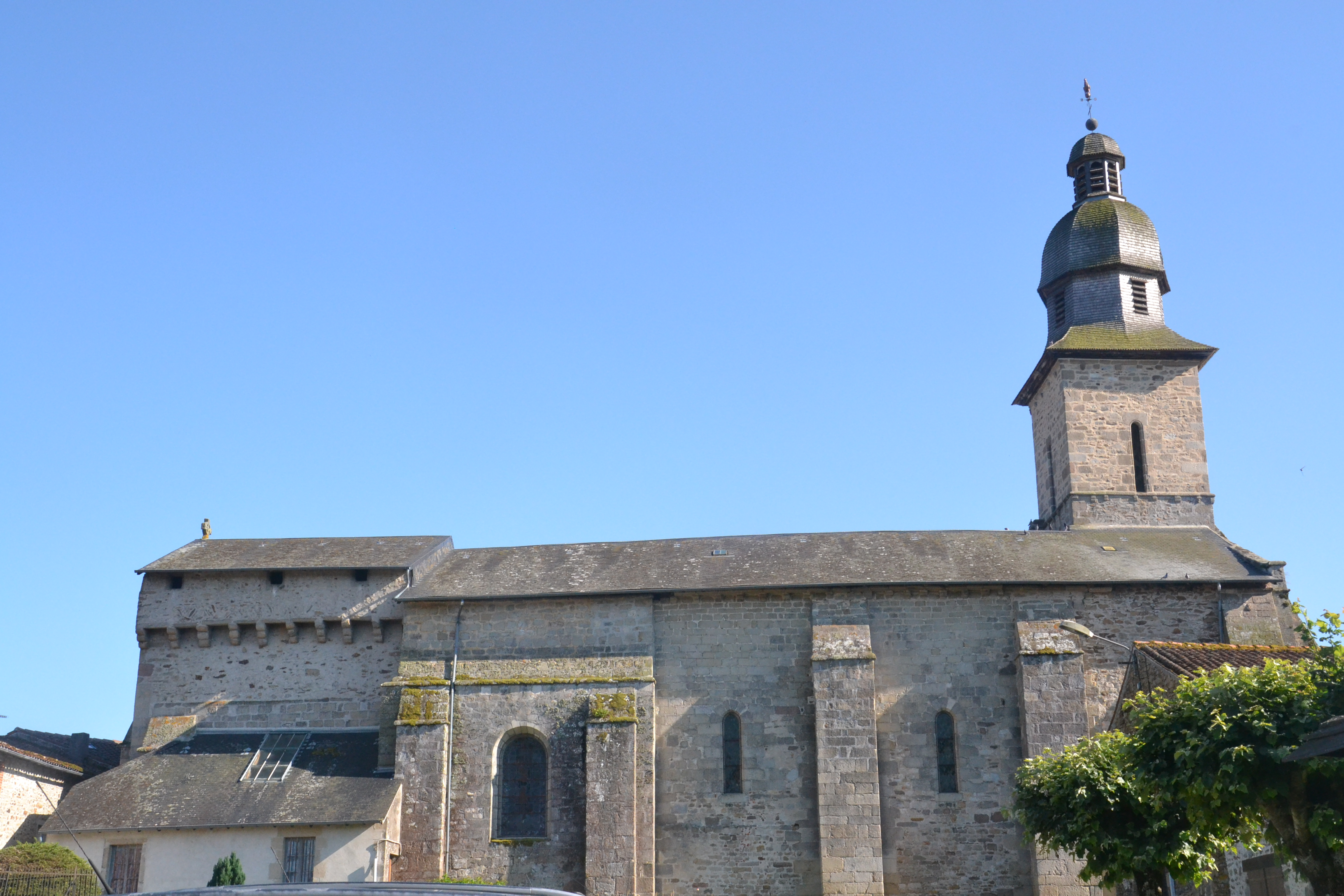
Kościół (2013)

## Populacja

Populacja Rancon w latach 1962–2008